# گویش یهودی-اصفهانی
یهودی-اصفهانی گویشی است که توسط کلیمیان اصفهان در مرکز ایران صحبت می‌شود. این گویش یکی از گویش‌های زبان‌های ایران مرکزی است که خود جزئی از زبان‌های ایرانی شمال غربی است. در دوران باستان گونه زبانی شهر اصفهان احتمالاً به این گویش بسیار شبیه بوده که در میان اجتماع کلیمیان بر جا مانده اما در بین اجتماع مسلمان ، با بر جا گذاشتن تأثیراتش روی نوع پارسی اصفهان، از بین رفته‌است.

## تحول آواشناسی
واکه بسته پسین گرد اولیه، حتی در وام‌واژه‌های عربی، عموماً به واکه پیشین ناگرد به پیش رانده شده همان طور که در خین («خون»)، پیر («پسر»)، میش(«موش»)، دیز («دود»)، ثیر («قرمز، سرخ»)، عاریس («عروس»)، حاثیت («حسود»)، طیل («طول») با این وجود، این تغییر در گویش کلیمیان اصفهان همه‌شمول نیست: ، ثوذوئِه («می‌سوزد»)، دوشنوئِه («می‌دوشاند»)، گوشد («گوشت»).
واکه باز پسین گرد اولیه پیش از همخوان‌های خیشومی به u تبدیل میشود: اومِه («آمد»)، زوماز («داماد»)، (وِ)مون/موند («مان/ماند»)، اون («آن»)، وون («آنجا»).

## ضمیرها
| عدد  | شخص     | فاعلی      | مفعولی            |
| ---- | ------- | ---------- | ----------------- |
| مفرد | اول شخص | مون /mun/  | مونا /munɒ/       |
| مثال | دوم شخص | تُو /to/    | تُرا / تُورا /toɾɒ/ |
| مثال | سوم شخص | اون /un/   | اونا /unɒ/        |
| جمع  | اول شخص | آما /ɒmɒ/  | آمارا /ɒmɒɾɒ/     |
| مثال | دوم شخص | شِما /ʃemɒ/ | شِمارا /ʃemɒɾɒ/    |
| مثال | سوم شخص | اونا /unɒ/ | اونارا /unɒɾɒ/    |

|         | پس از همخوان     | پس از همخوان            | پس از واکه     | پس از واکه            |
| شخص     | مفرد             | جمع                     | مفرد           | جمع                   |
| ------- | ---------------- | ----------------------- | -------------- | --------------------- |
| اول شخص | –ُم /om/          | –ُمون /omun/             | –م /m/         | –مون /mun/            |
| دوم شخص | –ُد / –ُذ /od, oð/ | –ُدون / ذون /odun, oðun/ | –د / –ذ /d, ð/ | –دون / ذون /dun, ðun/ |
| سوم شخص | –ُش /oʃ/          | –ُشون /oʃun/             | –ش /ʃ/         | –شون /ʃun/            |

## فعل‌ها
| شخص     | مفرد             | جمع                  |
| ------- | ---------------- | -------------------- |
| اول شخص | –ون /un/         | –یم /im/             |
| دوم شخص | –ِه /e/، –ی /i/   | –ید / –یت /id, it/   |
| سوم شخص | –وو /uv/، –و /u/ | –ِند / –ِنت /end, ent/ |

|         | پس از همخوان | پس از همخوان         | پس از واکه       | پس از واکه        |
| شخص     | مفرد         | جمع                  | مفرد             | جمع               |
| ------- | ------------ | -------------------- | ---------------- | ----------------- |
| اول شخص | –ون /un/     | –یم /im/             | –ن /n/، –ون /un/ | –یم /jm/          |
| دوم شخص | –ِه /e/       | –ید /id/، –یت /it/   | –ی /j/           | –ید/ –یت /jd, jt/ |
| سوم شخص | –∅           | –ِند /end/، –ِنت /ent/ | –∅               | –نت / ند /nt, nd/ |

|         | پس از همخوان     | پس از همخوان            | پس از واکه     | پس از واکه            |
| ------- | ---------------- | ----------------------- | -------------- | --------------------- |
| اول شخص | –ُم /om/          | –ُمون /omun/             | –م /m/         | –مون /mun/            |
| دوم شخص | –ُد / –ُذ /od, oð/ | –ُدون / ذون /odun, oðun/ | –د / –ذ /d, ð/ | –دون / ذون /dun, ðun/ |
| سوم شخص | –ُش /oʃ/          | –ُشون /oʃun/             | –ش /ʃ/         | –شون /ʃun/            |

|         | پس از همخوان     | پس از همخوان            | پس از واکه     | پس از واکه            |
| شخص     | مفرد             | جمع                     | مفرد           | جمع                   |
| ------- | ---------------- | ----------------------- | -------------- | --------------------- |
| اول شخص | –ُم /om/          | –ُمون /omun/             | –م /m/         | –مون /mun/            |
| دوم شخص | –ُد / –ُذ /od, oð/ | –ُدون / ذون /odun, oðun/ | –د / –ذ /d, ð/ | –دون / ذون /dun, ðun/ |
| سوم شخص | –ُش /oʃ/          | –ُشون /oʃun/             | –ش /ʃ/         | –شون /ʃun/            |

## صرف فعل
نمونه صرف فعل برای بَردَن «بُردن»:
| وجه     | زمان       | صرف    | تلفظ       | پارسی     |
| ------- | ---------- | ------ | ---------- | --------- |
| اخباری  | حال        | بِرووِه  | /beɾuve/   | می‌بَرَد     |
| اخباری  | گذشته ساده | بِشبَرت  | /beʃbæɾt/  | برد       |
| اخباری  | گذشته نقلی | بِشبَرتِه | /beʃbæɾte/ | برده(است) |
| التزامی | حال        | بِبِرو   | /bebeɾu/   | ببَرَد      |